# Siège du château d'Iwatsurugi
Le siège d'Iwatsurugi se déroule en 1554. Ce siège est une des nombreuses actions militaires que Shimazu Takahisa doit mener contre ses vassaux rebelles kokujin.
Le château d'Iwatsurugi est un château japonais situé près de la côte, dans les environs de la plage actuelle de Shigetomi à Aira. Durant le siège, Ijuin Tada'aki, un des généraux Shimazu, fait manœuvrer cinq navires à proximité de la côte et procède à un bombardement de la garnison ennemie dont quelques soldats sont tués. Le siège dure plusieurs semaines jusqu'à la chute du château.

## Source de la traduction
- (en) Cet article est partiellement ou en totalité issu de l’article de Wikipédia en anglais intitulé « Siege of Iwatsurugi Castle » (voir la liste des auteurs).